# Championnat de Guinée de football 2014-2015
Navigation
Saison précédente Saison suivante
La saison 2014-2015 du Championnat de Guinée de football est la 49e édition du championnat de première division guinéenne. Il se déroule sous la forme d’une poule unique avec douze formations, qui s’affrontent à deux reprises. En fin de saison, les deux derniers du classement sont relégués et remplacés par les deux meilleurs clubs de Ligue 2, la deuxième division guinéenne.
C'est Horoya AC qui remporte le championnat cette saison, après avoir terminé en tête du classement final, avec sept points d'avance sur le tenant du titre, AS Kaloum Star et quinze sur Soumba FC. C'est le treizième titre de champion de Guinée de l'histoire du club.

## Les clubs participants
- Horoya AC
- FC Séquence de Dixinn
- Atlético de Coléah
- AS Kaloum Star
- Hafia FC - Promu de D2
- Satellite FC
- AS Ashanti GB
- Fello Star
- Gangan FC - Promu de D2
- CI Kamsar
- Soumba FC
- Santoba FC

## Compétition

### Classement
| Rang | Équipe                | Pts | J  | G  | N  | P  | Bp | Bc | Diff |
| ---- | --------------------- | --- | -- | -- | -- | -- | -- | -- | ---- |
| 1    | Horoya AC             | 47  | 22 | 14 | 5  | 3  | 44 | 18 | +26  |
| 2    | AS Kaloum Star'T'C    | 40  | 22 | 11 | 7  | 4  | 24 | 13 | +11  |
| 3    | Soumba FC             | 32  | 22 | 8  | 8  | 6  | 25 | 18 | +7   |
| 4    | Satellite FC          | 31  | 22 | 8  | 7  | 7  | 24 | 18 | +6   |
| 5    | Atlético de Coléah    | 31  | 22 | 8  | 7  | 7  | 26 | 21 | +5   |
| 6    | AS Ashanti GB         | 30  | 22 | 8  | 6  | 8  | 16 | 26 | -10  |
| 7    | Hafia FCP             | 29  | 22 | 6  | 11 | 5  | 22 | 18 | +4   |
| 8    | Fello Star            | 29  | 22 | 8  | 5  | 9  | 21 | 19 | +2   |
| 9    | CI Kamsar             | 27  | 22 | 7  | 6  | 9  | 17 | 21 | -4   |
| 10   | Gangan FCP            | 24  | 22 | 6  | 6  | 10 | 19 | 31 | -12  |
| 11   | Santoba FC            | 20  | 22 | 4  | 8  | 10 | 16 | 28 | -12  |
| 12   | FC Séquence de Dixinn | 15  | 22 | 3  | 6  | 13 | 16 | 39 | -23  |

|  | Qualification pour la Ligue des champions de la CAF 2016                          |
|  | Qualification pour la Coupe de la confédération 2016                              |
|  | Relégation directe en deuxième division                                           |
|  | T : Tenant du titre C : Vainqueur de la Coupe de Guinée P : Club promu de Ligue 2 |

## Bilan de la saison
| Championnat de Guinée de football 2014-2015 |                       |
| Champion                                    | Horoya AC (13e titre) |
| Coupes et trophées                          |                       |
| Vainqueur de la Coupe de Guinée 2014-2015   | AS Kaloum Star        |
| Qualifications continentales                |                       |
| Ligue des champions de la CAF 2016          | Horoya AC             |
| Coupe de la confédération 2016              | AS Kaloum Star        |
| Promotions et relégations                   |                       |
| Promus en Ligue 1                           | ASFAG                 |
| Promus en Ligue 1                           | FC Flamme Olympique   |
| Relégués en Ligue 2                         | Santoba FC            |
| Relégués en Ligue 2                         | FC Séquence de Dixinn |